# Київський державний єврейський театр
Київський державний єврейський театр — це театральна установа, що діяла в 1929—1950 роках.
Створений за рішенням Київського окружного виконкому від 6 листопада 1929 року на базі театру «Кунст-Вінкл», створеного Лібертом Яковом Григоровичем, і Київського єврейського театру. Спектаклі проходили у приміщеннях колишнього Інтимного театру і театру «Пел-Мел». Поряд з Харківським і Одеським єврейськими театрами був провідним єврейським театральним колективом СРСР. Театром керували: З. Він (1929–30), Б. Вершилов (1930–36), Н. Лойтер (1937–39), М. Гольдблат (заслужений артист РРФСР, 1940—1950).
В театрі працювали і співробітничали з ним:
- постановники та режисери: І. Дехтяр, Л. Литвинов, Л. Рахманов, А. Рубінштейн, О. Сумароков, Г. Вайсман, балетмейстер Б. Таїров, художники Н. Альтман, Л. Альшиць, В. Борисовець, М. Драк, В. Шкляєв та інші;
- композитори — К. Компанієць, М. Мільнер, О. Сандлер, І. Шейнін, С. Штейнберт, І. Цесін, Я. Ямпольський та інші.

У складі трупи:
- заслужені артисти УРСР: А. Сонц, Л. Калманович, Н. Вайсман, Д. Жаботинський;
- артисти: І. Він, Є. Дінор, Я. Шехтман, М. Теплицький та інші.

В репертуарі — п'єси єврейських дорадянських, радянських авторів, класичні: А. Гольдфадена, Шолом-Алейхема, Максима Горького, О. Островського, В. Шекспіра, Г. Ібсена, також А. Вев'єрка, Я. Гордіна, М. Даніеля, Ш. Дайкселя, Н. Зархі, Л. Резніка, П. Маркіша, М. Погодіна, Д. Деля, С. Галкіна та інші.
Театр щорічно виїжджав на гастролі до інших міст УСРР, Білоруської СРР, РСФРР. Проводились глядацькі конференції, семінари керівників драмгуртків. Театр шефствував над промисловими підприємствавами, військовими частинами. 1934 Харківський єврейський театр об'єднався з київським і переїхав до Києва.
Під час німецько-радянської війни 1941—1945 років театр перебував у Казахстані та Середній Азії. Крім міського населення, обслуговував колгоспи, шпиталі, навчальні заклади, підприємства. Для цього підготували спектаклі російською мовою і кілька програм малих форм. Після повернення з евакуації театр було переведено до м. Чернівці, де він став Чернівецьким державним єврейським театром.
У 1950 році театр було закрито.